# Lasioglossum tricnicos
Lasioglossum tricnicos är en biart som först beskrevs av Joseph Vachal 1904.  Lasioglossum tricnicos ingår i släktet smalbin, och familjen vägbin. Inga underarter finns listade i Catalogue of Life.